# Chiesa di San Giorgio (Tavernola Bergamasca)
La chiesa di San Giorgio di Gallinarga è un edificio di culto di Tavernola Bergamasca, della provincia e Diocesi di Bergamo, posto nell'antica località Gallinarga.

## Storia
L'oratorio intitolato a san Giorgio ha una storia molto antica, risulta citato in alcune carte vaticane del 1168. L'edificio è collocato nella parte nord del nucleo medioevale di Gallinarga Il piccolo tempio ampliato con l'aggiunta di una nuova campata tra il Seicento e il Settecento con l'apertura di nuove finestre e la copertura a volte dell'aula.

## Descrizione
La chiesa si presenta in stato di abbandono e molto ammalorata.  Conserva sull'unico accesso la data del 1168 a testimonianza della sua antica origine. L'edificio molto semplice, di circa sei metri di lunghezza e tre di larghezza, non ha una vera facciata. Ha la copertura del tetto a due falde in coppi. Sul fronte principale vi sono sul lato destro il portale con contorno in blocchi di pietra, una feritoia centrale, e sul lato destro un'apertura rettangolare completa di contorno in pietra, atta a illuminare l'aula. Sul retro vi è  un'ulteriore apertura, e una sul lato a ovest. Queste furono aggiunte nei lavori di ingrandimento del Settecento. Di fianco al portale, sul lato sinistro, vi sono resti di un antico affresco raffigurante San Giorgio che uccide il drago di difficile identificazione.
L'interno, a cui si accede lateralmente e si presenta a unica navata, è diviso in due campate. Vi sono conservati due affreschi raffiguranti la Pietà con san Rocco, san Girolamo e santo, inseriti in una cornice dipinta. Nel riquadro della passione vi sono la Madonna con il Figlio morto tra le braccia e tutti i simboli della passioni appesi in una specie di espositore posto alle loro spalle, particolare ripreso in molti dipinti medioevali con la raffigurazione di Cristo nell'avello, soggetto che indicherebbe la presenza della congregazione dei disciplini 
La navata ha la copertura di volta a botte in coppi.